# 하마 학살
하마 학살(아랍어: مجزرة حماة)은 1982년 2월 시리아 정부군이 이슬람 원리주의 단체인 무슬림 형제단의 반란을 진압하기 위해 하마에서 폭격을 가하면서 일어난 학살 사건이다. 이 대학살로 무슬림 형제단이 1976년부터 일으키던 반란은 끝을 보게 되었다. 어림잡아 7,000명에서 35,000명이 하마 시에서 사망했고, 사망자 중 1,000명은 시리아 정부군이었다. 고대 유물들이 위치해있던 하마 시의 주요 장소들이 파괴됐다. 이 공격은 "현대 중동 사회에서 아랍 정부가 자신의 국민들에게 할 수 있는 행동 중 가장 치명적인 행동이다."라는 평을 받기도 한다.
무슬림 형제단의 테러가 빈번해지고 있을 즈음 1980년 6월 26일 하페즈 알아사드 대통령이 시리아를 방문한 말리의 대통령을 맞이하던 중에 무슬림 형제단의 총기 테러를 당하고 경호원이 사망하는 사건이 벌어지자 정부의 무슬림 형제단에 대한 적개심은 극에 달했다. 1982년 2월부터는 무슬림 형제단의 본거지였던 하마 시를 시리아 정부군이 2주동안 폭격하여 수 많은 사상자가 발생하였다. 그 뒤로 무슬림 형제단의 활동이 거의 사라지게 되었다.

## 같이 보기
- 대분란전
- 시리아의 역사